# Marbod von Rennes
Marbod von Rennes, auch latinisiert Marbodius, (* um 1035 in Le Mans (Caenomanensis); † 11. September 1123 bei Angers/Anjou) war ein französischer Theologe, Dichter und Schriftsteller. Er war Bischof von Rennes.
Marbod wurde in Angers erzogen (von Rainaldus, einem Schüler von Fulbert von Chartres) und wurde dort Kanoniker und 1076 Erzdiakon des Bischofs und war ab 1067 Leiter der Kathedralschule. 1096 wurde er Bischof von Rennes. In hohem Alter zog er sich in das Benediktinerkloster St. Aubin bei Angers zurück.
Er schrieb Gedichte (auch Liebesgedichte), Hymnen, Biographien von Heiligen (unter anderem der Heiligen Thais), Briefe, ein Buch über rhetorische Figuren (De ornamentis verborum), ein Buch christlicher Ratschläge (Liber decem capitulorum) und ein Buch über Edelsteine (Liber lapidum), sein populärstes Werk. Es wurde in einige Volkssprachen übersetzt und schon 1511 in Wien gedruckt.
Seine Werke wurden 1524 in Rennes gedruckt. Eine erweiterte Ausgabe von Beaugendre erschien in Paris 1708.

## Schriften und Werkausgaben
- Jean-Jacques Bourassé (Hrsg.): Patrologia Latina. Band 171, Paris 1854.
- Antonella Degl’Innocenti (Hrsg.): Marbodo di Rennes: Vita beati Roberti. Florenz 1995.
- Maria Esthera Herrera (Hrsg.):  Marbodo de Rennes Lapidario (Liber lapidum). Paris 2005.
- Walther Bulst (Hrsg.): Marbod von Rennes, Liber decem capitulorum. Winter, Heidelberg 1947.
- Liber de ornamentis verborum (vers 1080). Florenz 2000.
- Steinbuch:
  - Pictorius Villingensis (Hrsg. mit Scholien): Marbodei Galli poetae vetustissimi de lapidibus preciosis enchiridion. Wechelus, Paris 1531 (Digitalisat der Bayerischen Staatsbibliothek München).
    - Allard von Amsterdam,[1] Pictorius Villingensis (Hrsg. mit Scholien): Marbodaei Galli Caenomanensis De gemmarum lapidumque pretiosorum formis, naturis atque viribus. Hero Alopecius, Köln 1539 -(Google-Books).

  - De lapidis ou Liber lapidum, seu De gemmis, De lapidibus (avant 1090). In:  Valérie Gontero-Lauze: Sagesses minérales. Médecine et magie des pierres précieuses au Moyen Âge. Éditions Classiques Garnier, Paris 2010, S. 151–176.
  - John M. Riddle: Marbode of Rennes’ (1035–1123) „De Lapidibus“. Considered as a Medical Treatise with Text, Commentary and C. W. King’s Translation. Together with Text and Translation of Marbode’s Minor Works on Stones. Steiner, Wiesbaden 1977 (= Sudhoffs Archiv. Beiheft 20), ISBN 3-515-02622-3.
- Pierre Monat: Marbode, Poème des pierres précieuses, XIe siècle, traduit du latin, présenté et annoté..., suivi de Une lecture symboliste des lapidaires médiévaux, par Claude Louis-Combet. Grenoble 1996.
- R. Leotta (Hrsg.): Liber decem capitulorum (Livre des X chapitres). Rom 1984.

Sigismond Ropartz gab 1873 eine französische Übersetzung seiner Hymnen heraus.